# آمایه
آمایه در روانشناسی به آمادگی برای پاسخ دادن به گونه‌ای خاص یا پاسخ انتخابی به محرک‌هایی خاص گفته می‌شود.

## آمایه یادگیری
(Learning set) عبارت است از این‌که انسان بتواند رفتاری را که در ارتباط با مجموعه‌ای از تکالیف قبلی آموخته‌است به تکالیف جدید به‌نحوی مؤثر منتقل کند.
به‌طور کلی، کانون توجه و گرایش تعیین‌کننده‌ای که عملکرد آن به‌نحوی است که سیستم شناختی یا ادراکی آزمودنی برای محرک یا الگوی محرک‌ها آماده ساخته می‌شود.

## آمایه مقدماتی
(Preparatory set)
حالت ایستادن یا وضعیتی که ارگانیسم را برای پاسخی خاص آماده می‌سازد. معمولاً در ارتباط با پاسخ‌های حرکتی به‌کار برده می‌شود.

## آمایه ذهنی
(Mental set)
آمایهٔ ذهنی که استحکامات نیز نامیده می‌شود راهبردی است که در گذشته مؤثر بوده‌است اما برای مسئلهٔ خاصی که باید در حال حاضر حل شود، مؤثر نیست.

## آمایه حرکتی
(Motor set)
الف) آمایهٔ حرکتی: آمادگی مقدماتی برای یک پاسخ حرکتی خاص.
ب) آمایهٔ خاص: الگوی واقعی قوام عضلانی همراه با این حالت آمادگی.

## آمایه عینی
(Objective set)
آمادگی برای درک یک محرک به‌عنوان رویدادی فیزیکی در دنیای برونی؛ آمادگی بدون سوگیری‌های ذهنی و تفسیری.

## آمایه پاسخ
(Response set)
آمادگی برای پاسخ دادن به یک محرک. مثلاً در آزمایش ساده زمان واکنش، آزمودنی در نوعی از آمادگی است که ابراز پاسخ هرچه سریع‌تر را به‌محض احساس محرک طلب می‌کند. به ندرت response attitude هم نامیده می‌شود.

## آمایه محرک
(Stimulus set)
آمادگی برای احساس کردن یک محرک. معمولاً این اصطلاح زمانی به‌کار می‌رود که دو یا چند محرک وجود دارد و آزمودنی آمادهٔ پاسخ افتراقی به آن‌ها است. مثلاً، در آزمایش زمان واکنش انتخابی، آزمودنی در حالتی قرار دارد که باید یکی از دو پاسخ را بسته به‌وقوع یکی از دو محرک ابراز نماید. به‌ندرت stimulus attitude هم نامیده می‌شود.